# 제3차 영국-네덜란드 전쟁
제3차 영국-네덜란드 전쟁(영어: Third Anglo-Dutch War)은 1672년 3월 27일에 시작하여 1674년 2월 19일에 끝났다. 네덜란드 공화국과 잉글랜드가 프랑스와 동맹을 맺고 벌인 해전으로, 1672년부터 1678년까지의 더 큰 규모의 프랑스-네덜란드 전쟁과 관련된 분쟁으로 간주된다.
1670년 도버 밀약에서 찰스 2세는 루이 14세의 네덜란드 공화국 공격을 지원하기로 동의했다. 이를 통해 루이는 스페인령 네덜란드를 통제하기를 희망했으며, 찰스는 1667년 메드웨이 습격으로 인한 그의 명성 손상을 회복하려 했다. 조약에 따라 찰스는 의회로부터 재정적으로 독립하기를 희망했던 비밀 자금을 받기도 했다.
1672년 5월과 6월의 프랑스 공세는 핵심 지역인 홀란트를 제외한 공화국의 대부분을 신속히 점령했으며, 홀란트에서는 수중 방어선에 의해 저지되었다. 6월 초, 영국-프랑스 연합 함대는 미힐 더 라위터르가 이끄는 네덜란드 함대에 의해 솔베이 해전에서 큰 피해를 입었다. 직후 요한 더빗은 대은급 관리직에서 사임했고, 찰스의 조카인 윌리엄 3세가 스타트허우더로 임명되었다. 윌리엄은 프랑스 동맹이 잉글랜드에서 인기가 없다는 것을 알고 찰스의 평화 시도에 저항했고, 프랑스의 성공은 그에게 레오폴트 황제와 스페인의 지지를 가져왔다.
1672년 말까지 네덜란드는 5월에 잃었던 많은 영토를 되찾았고, 빠른 승리에 대한 희망이 사라지자 의회는 전쟁 자금 지원을 거부했다. 1673년 6월과 7월 사이에 네덜란드와 영국-프랑스 함대는 네 차례의 별도 전투를 벌였고, 이는 영국의 상륙 가능성을 종결시켰다. 한편 영국 상선대는 네덜란드 사략선에 의해 막대한 손실을 입었다. 또한 루이는 이제 스페인령 네덜란드 점령에 집중했는데, 이는 네덜란드뿐만 아니라 영국의 이해관계에도 해로운 목표였다. 그 결과 국내 반대가 증가하여 찰스는 1674년 2월 웨스트민스터 조약에 동의할 수밖에 없었다.

## 배경

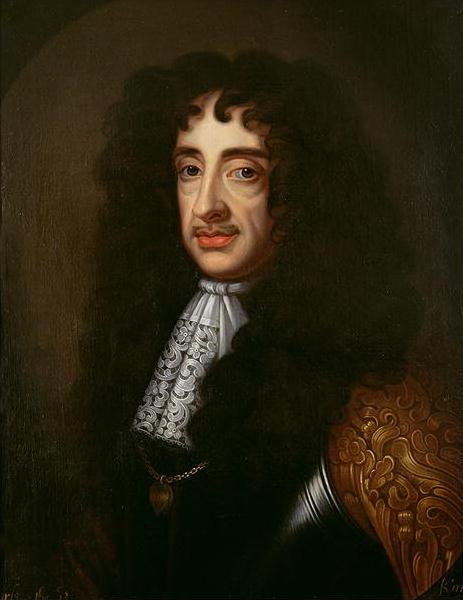
찰스 2세; 전쟁은 의회로부터의 재정적 자유를 제공하는 프랑스 보조금에 대한 그의 욕구에 의해 촉발되었다.

1652년부터 1654년까지의 제1차 영국-네덜란드 전쟁은 상업적 경쟁과 오라녜주의자들의 오라녜 공 윌리엄의 삼촌인 망명한 찰스 2세에 대한 지지 때문이었다. 1654년 잉글랜드 호국경 정치와 합의된 평화 조건에는 오라녜나사우가의 공직 영구 배제가 포함되어 공화파의 정치적 통제를 보장했다. 찰스가 1660년 잉글랜드 왕위를 되찾았을 때, 그의 오라녜주의자들과의 연관성은 대은급 관리 요한 더빗이 영국-네덜란드 동맹 협상에 반대하게 만들었다. 협상이 결렬된 후, 그는 1662년 루이 14세와 원조 조약에 동의했다.
스페인과의 네덜란드 독립 전쟁에서 프랑스의 오랜 지지에도 불구하고, 저지대 국가에서의 프랑스 목표는 네덜란드의 상업적 이익을 위협했다. 1648년 뮌스터 평화 조약으로 스헬더강 하구가 영구적으로 폐쇄되어 더빗의 권력 기반인 암스테르담이 가장 가까운 경쟁자 안트베르펜을 제거하고 이를 봉쇄하는 것이 중요한 목표였다. 이 지역의 변화는 잉글랜드에도 관련이 있었는데, 북플란데런 해안의 항구를 통제하면 적대 세력이 영국 해협을 봉쇄할 수 있었기 때문이다.
1665년, 요크 공작이 서인도 제도 회사를 공격하면서 제2차 영국-네덜란드 전쟁이 발발했다. 처음 18개월 동안 네덜란드는 로우저스토프트에서 심각한 해군 패배를 겪었고, 뮌스터의 침공과 오라녜주의자들의 쿠데타 시도(둘 다 잉글랜드의 자금을 지원받음)를 겪었다. 영국의 승리 가능성은 루이로 하여금 1662년 조약을 발동하게 했지만, 네덜란드는 제공된 지원이 불충분하다고 여겼다. 홀란트 주 및 서프리슬란트 주가 영토 보상 요구를 거부하자, 루이는 1667년 5월 상속 전쟁을 시작하여 스페인령 네덜란드와 프랑슈콩테의 많은 지역을 신속히 점령했다.
의회 소집을 거부한 찰스는 1667년 초 함대를 해체해야 했고, 이는 굴욕적인 메드웨이 습격으로 이어졌다. 이러한 승리에도 불구하고, 네덜란드는 프랑스의 이득을 더 걱정했다. 그들은 1667년 7월 신속히 전쟁을 끝냈고, 그 다음 런던에서 프랑스 이득을 뒤집기 위한 공동 접근 방식에 대한 회담을 시작했다. 기회를 감지한 찰스는 루이에게 동맹을 제안했지만, 루이는 요구된 보조금을 지불할 의사가 없었다. 그러나 더빗은 헤이그로 영국 사절들을 환영했는데, 이는 프랑스에 압력을 가하는 방법으로 보았기 때문이다.
1667년 초에 부과된 수입품에 대한 프랑스 관세는 네덜란드 의회의 반대를 증가시켰는데, 그들은 강력한 프랑스보다는 약한 스페인을 이웃으로 선호했다. 1668년 1월 23일, 공화국, 잉글랜드, 스웨덴은 삼중 동맹을 맺고 프랑스나 스페인에 의한 공격 시 상호 지원을 약속했다. 비밀 조항은 프랑스가 전쟁을 계속할 경우 스페인에 군사 지원을 제공하는 데 동의했다. 찰스는 비밀 조항을 루이에게 누설했고, 루이는 네덜란드에 배신감을 느꼈다. 루이는 1668년 엑스라샤펠 조약에서 샤를루아와 투르네를 유지했지만, 대부분의 획득지를 돌려주었다.
네덜란드가 스페인령 네덜란드에서 프랑스의 목표를 자발적으로 받아들이지 않을 것이라고 결론 내린 루이는 그 목표를 달성하는 가장 좋은 방법은 공화국을 제거하는 것이라고 결정했다. 이는 삼중 동맹을 해체하는 것을 의미했다. 네덜란드가 약속한 보조금이 지급되지 않았으므로, 돈을 제공하여 스웨덴을 쉽게 분리시킬 수 있었고, 잉글랜드가 다음 목표가 되었다. 프랑스와 잉글랜드 국왕은 1670년 도버 밀약을 협상했으며, 찰스의 여동생이자 루이의 처제인 잉글랜드의 헨리에타를 중재자로 활용했다. 그 조항을 아는 영국 정치가는 거의 없었다.

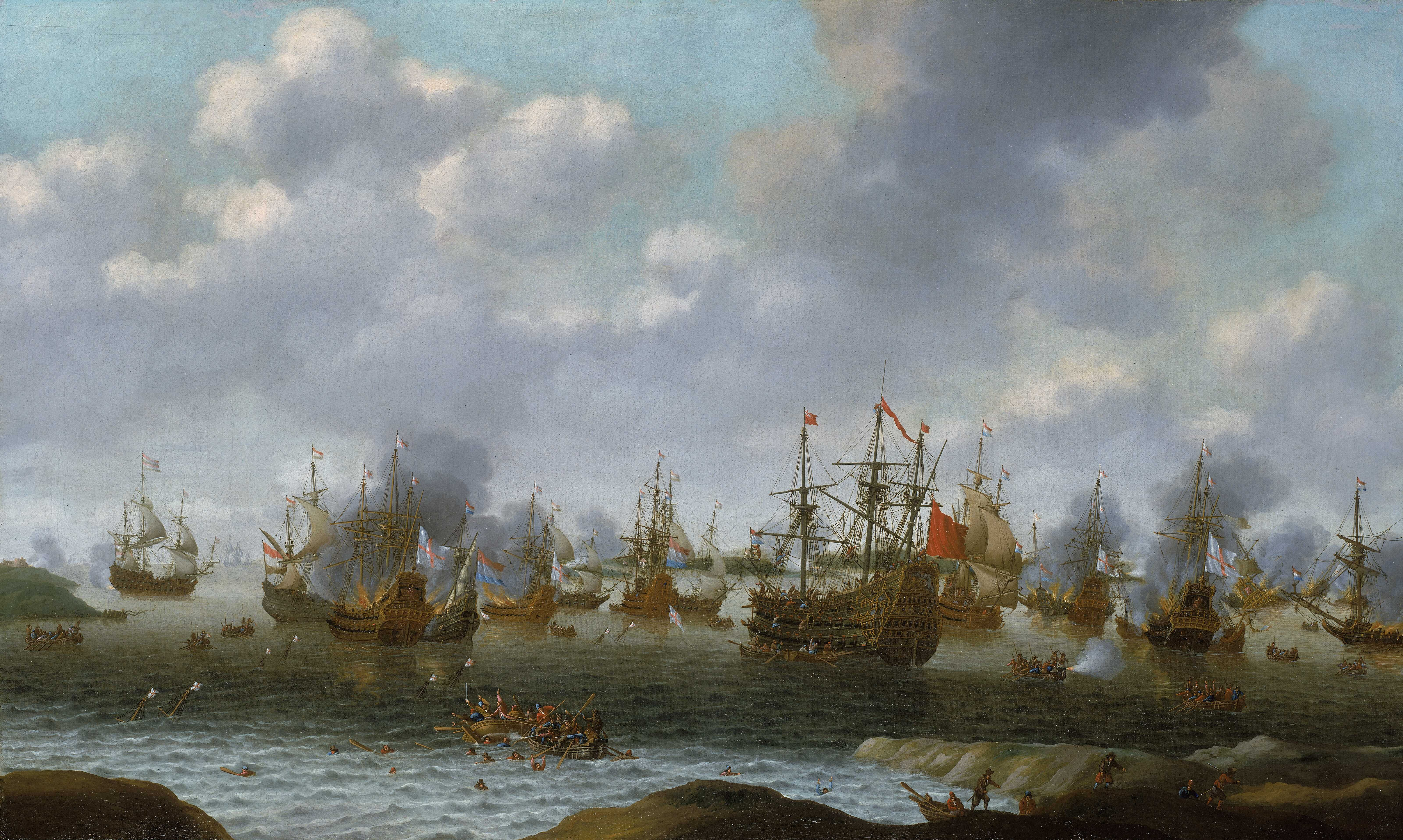
1667년 메드웨이 습격은 찰스의 명성을 심하게 손상시켰다.

조건에는 공화국에 대항하는 영국-프랑스 군사 동맹, 조카 윌리엄을 위한 네덜란드 잔존국 창설, 프랑스 군대를 위한 영국 여단이 포함되었다. 조약은 1670년 12월에 서명되었으나, 1677년까지 공개되지 않은 비밀 조항은 제외되었다. 루이는 여단을 위해 찰스에게 연간 23만 파운드, 해군을 위해 100만 파운드, 공개적인 가톨릭 개종을 위해 20만 파운드를 지불하기로 동의했으며, 그 시기는 찰스에게 맡겨졌다. 루이가 더빗과 스페인령 네덜란드를 분할하는 것에 대해 협상하고 있다는 것을 알고 있던 찰스는 발헤런, 카찬트, 슬뢰이스를 요구했는데, 이들을 소유하면 네덜란드의 해상 통제권을 얻을 수 있었다.
잉글랜드와 공화국 간의 국가적 긴장은 1667년 이후 크게 줄었고, 프랑스와의 반네덜란드 동맹에 대한 지지는 미미했다. 네덜란드 식민지 니우암스테르담을 향신료 섬인 룬과 교환하면서 주요 분쟁 지역이 해결되었고, 양국 모두 저지대 국가에서의 프랑스 목표에 대해 우려했으며, 영국 상인들도 프랑스 관세의 영향을 받았다. 대부분의 네덜란드와 영국 정치인들은 삼중 동맹을 프랑스 확장에 대한 필수적인 보호 수단으로 여겼다. 1671년 초, 의회는 왕립 해군이 조약에 따른 의무를 이행할 수 있도록 자금을 할당했다.

## 준비

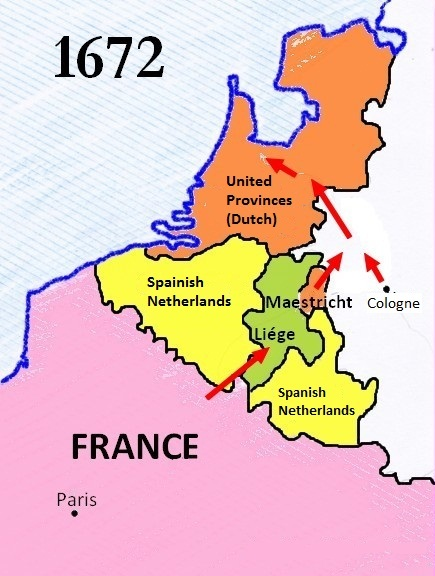
뮌스터 및 쾰른과의 합의를 통해 프랑스는 스페인령 네덜란드를 우회할 수 있었다.

루이는 헤이그 주재 대사인 드 퐁퐁에게 침략 계획을 확정하는 동안 지연 전술로 더빗과의 협상을 계속하도록 지시했다. 영국 특사 윌리엄 템플 경은 찰스에게 같은 임무를 위임받았다. 네덜란드 방어선이 스페인령 네덜란드와의 남쪽 국경에 집중되어 있었으므로, 루이는 쾰른과 동맹을 맺고 그의 군대가 리에주 공국을 통해 동쪽에서 공격할 수 있도록 허용했다(지도 참조). 이는 또한 레오폴트 1세 황제에게 스페인령 네덜란드를 침공 경로로 사용하지 않겠다는 약속을 준수하는 것이었다.
1672년 4월, 프랑스는 스웨덴이 중립을 유지하도록 보조금을 지급하기로 동의했으며, 브란덴부르크-프로이센의 '위협'을 받을 경우 군사 지원을 약속했다. 이는 네덜란드와 프리드리히 빌헬름 간의 5월 6일 합의를 상쇄하는 것이었는데, 프리드리히 빌헬름의 영토에는 동쪽 국경의 클레베 공국이 포함되어 있었다. 영국의 지원을 기대하며, 1672년 2월 25일 네덜란드 의회는 찰스의 22세 조카 윌리엄을 총 병력 83,000명의 연방군의 총사령관으로 임명했다. 프랑스 전략에 대한 불확실성으로 인해 대부분의 병력이 잘못된 위치에 배치되었고, 많은 수비대는 병력이 부족했다. 6월 12일, 한 사령관은 공식적인 18개 중대 중 4개 중대만 사용할 수 있다고 보고했다.
공화국은 해상 전쟁에 더 잘 준비되어 있었지만, 영국을 자극하지 않기 위해 2월 4일 네덜란드 의회는 해군 예산을 790만 길더에서 480만 길더로 줄였다. 1667년 제2차 영국-네덜란드 전쟁이 끝날 무렵, 네덜란드 왕립 해군은 유럽에서 가장 컸지만, 1672년에는 연합된 영국-프랑스 함대가 네덜란드 함대보다 3분의 1 이상 많았다. 그러나 프랑스는 경험이 부족했고, 그들의 함선은 설계가 부실했으며, 영국 왕립 해군과의 관계는 상호 불신으로 인해 손상되었다.
1666년 전투에서 네덜란드는 훨씬 무거운 신형 전함에 대한 익숙함 부족, 복잡한 연방 지휘 체계, 미힐 더 라위터르와 코르넬리스 트롬프 간의 갈등으로 인해 어려움을 겪었다. 1672년에는 이러한 문제들이 해결되었고, 드 라위터르의 함대에 대한 집중적인 단종진 훈련은 새로운 일관성과 규율을 심어주었다. 네덜란드 함선은 일반적으로 더 나은 포탑이었고, 얕은 흘수는 해안에 가까운 작전에 적합했지만, 개방된 바다에서는 느리고 덜 효과적이었다. 프리슬란트 해군성이 뮌스터 방어를 위해 함선을 보유하면서 네덜란드 함대 수가 더욱 줄었지만, 더 나은 훈련과 설계로 인해 작전상의 동등성을 확보할 수 있었다.

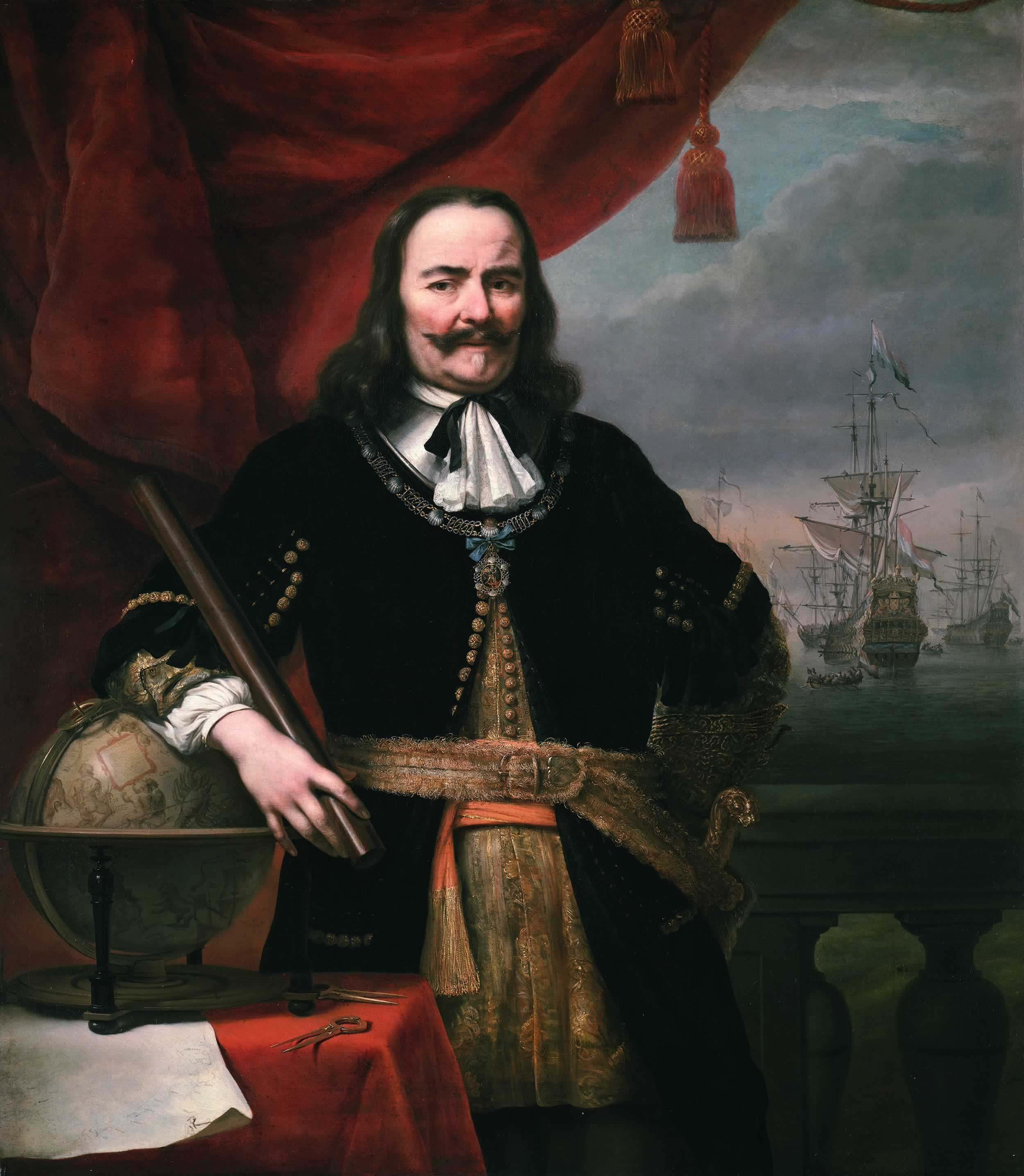
미힐 더 라위터르 중장, 그의 훈련은 수적 열세를 보완했다.

영국은 98척의 "대형 함선 및 프리깃함"으로 구성된 영국-프랑스 연합 함대의 3분의 2를 제공했으며, 이 함대의 역할은 네덜란드 해상 통제권을 확보하고, 원정군을 상륙시키고, 선박을 공격하는 것이었다. 의회는 일반적으로 영국 무역을 보호하는 것으로 간주되는 해군 지출을 승인했지만, 육군에 자금을 지원하는 것을 거부했다. 영국 여단은 주로 1631년부터 프랑스군에 복무했던 용병 부대인 덤바턴스로 구성되었으며, 전쟁이 끝나기 전까지 실제로 복무한 인원은 거의 없었다.
의회가 가톨릭 프랑스와 동맹을 맺고 프로테스탄트 네덜란드와의 전쟁에 자금을 지원하는 것을 거부했기 때문에 찰스는 다른 자금원을 찾아야 했다. 1672년 1월, 그는 국고 부채 상환을 중단했는데, 이 조치로 130만 파운드를 확보했지만, 경제에 파괴적인 영향을 미쳤다. 많은 시티오브런던 상인들이 파산했고, 국제 무역에 필수적인 단기 자금 조달이 중단되었다. 3월 말, 공식적인 선전포고 2주 전, 그는 해협의 네덜란드 레반트 회사 수송선단에 대한 공격을 명령했지만, 코르넬리스 에버르트센 더 용어가 이끄는 호위함에 의해 격퇴되었다.
프랑스 동맹의 인기가 없었으며 자금 부족으로 인해 찰스는 빠른 전쟁에 대한 도박을 해야 했다. 비국교회로부터 지지를 얻으려는 시도로, 그는 3월 15일에 왕실 인드줄전스 선언을 발표했지만, 가톨릭 교도에 대한 제한도 제거함으로써 반대를 줄이는 데 거의 기여하지 못했다. 찰스가 개신교 사촌인 라인공 루퍼트 대신 가톨릭 형제인 제임스를 대제독으로 임명하자 적대감은 더욱 커졌다. 심지어 영국 왕립 해군조차 함대를 완전히 운용할 충분한 선원을 모집하는 데 어려움을 겪었다.
그의 최고 대신인 알링턴 경은 "그들(네덜란드)과 결별하되, 그 결별의 책임을 그들에게 돌리라"는 지시를 받았다. 이는 1671년 8월 브릴 근처에서 발생한 멀린 사건을 포함하여 조작된 사건들을 이용하여 이루어졌다. 왕실 요트 Merlin는 네덜란드 함대를 통과하라는 명령을 받았고, 네덜란드 함대는 경례로 깃발을 내렸지만, 전함에만 주어지는 영예인 흰 연기를 피우지 않았다. 네덜란드 의회에 대한 공식적인 항의는 기각되었고, 잉글랜드에서는 이 사건을 아는 사람이 거의 없었다. 이를 구실로 삼아 네덜란드 수송선단에 대한 공격과 결합되자, 일부 영국 정치인들은 이 충돌을 "부당하다"고 선언했다. 잉글랜드는 3월 27일에, 프랑스는 4월 6일에 전쟁을 선포했다.

## 1672년의 전쟁

### 개요
1672년 5월 프랑스가 네덜란드 공화국을 침공했을 때, 처음에는 압도적인 승리를 거둔 것처럼 보였다. 6월 말까지 네덜란드 방어선만이 그들과 핵심 주 홀란트 사이에 있었다. 수문을 열자 네덜란드는 프랑스의 진격을 막을 수 있었다. 네덜란드의 생존은 해상 통제에 달려 있었는데, 이는 그들이 필수 보급품을 들여오고 무역로를 열어둘 수 있도록 보장했다. 수적으로 열세였지만, 6월 7일 더 라위터르는 솔베이 해전에서 연합된 영국-프랑스 함대를 공격했다. 양측 모두 한 척씩의 함선을 잃었지만, 이는 그 해의 중요한 해군 작전을 종결시켰다.
그의 예상치 못한 성공은 루이에게 양날의 칼이었는데, 이는 스페인령 네덜란드 점령이라는 주요 목표에서 벗어났기 때문이다. 프랑스가 유럽 최대 상업 강국인 공화국을 통제할 가능성은 레오폴트 황제와 스페인 등으로부터 네덜란드에 지지를 가져왔다. 이는 또한 처음부터 가톨릭 프랑스와의 동맹에 반대했던 잉글랜드에서의 반대를 증가시켰다. 평화 협상은 거의 진전이 없었다. 너무 자신만만했던 루이는 그의 영국 동맹국들조차 받아들일 수 없는 요구를 했고, 네덜란드는 동맹국을 확보하고 군대를 재건할 기회를 이용했다. 1672년 말까지 그들은 5월에 잃었던 영토의 상당 부분을 되찾았다. 찰스는 자금이 바닥났고 의회는 추가 자금 지원을 꺼렸다.

### 프랑스의 성공: 5월에서 6월까지

1672년 프랑스의 침략과 점령 기간 동안의 네덜란드 (네덜란드 공화국 및 스페인) 및 주변 지역 지도

1672년 공화국이 너무 빨리 점령되었기 때문에 여전히 '재앙의 해' 또는 람프야르라고 불린다. 5월 7일, 약 8만 명의 프랑스군이 리에주에 진입했다. 루이가 동행한 이들은 네덜란드의 요새인 마스트리흐트를 우회하여 뫼즈강을 건너 네덜란드 점령 라인 요새 도시인 라인베르크, 오르조이, 부데리히, 베젤을 포위했다. 이들 중 마지막 도시는 6월 9일에 항복했으며, 뮌스터와 쾰른 병사들은 동시에 오버레이설주와 헬데를란트주로 진입했다.
6월 12일, 프랑스군은 네더라인을 건너 베투웨의 스헨켄스한스 근처로 진입했고, 네더라인을 다시 건너 아이설 방어선을 우회하여 6월 16일 아른험을, 6월 25일 쥣펀을 점령했다. 이제 핵심 주 홀란트로부터 차단될 위험에 처한 윌리엄과 그의 군대는 위트레흐트를 거쳐 홀란트 방어선 뒤로 후퇴했다. 6월 22일, 수문이 개방되어 이 지역에서 프랑스의 진격이 멈추었다. 7월 5일, 오버레이설은 뮌스터의 주교후 베른하르트 폰 갈렌에게 항복했고, 그는 드렌터주를 점령했다. 그는 흐로닝언에 도달했지만, 홍수로 인해 제대로 된 포위 공격이 불가능했고 그의 군대는 곧 굶주렸다.
네덜란드 의회는 스미르나 수송선단에 대한 3월 공격에 대응하여 활동 함대를 48척에서 60척으로 확장하고 36척의 신규 함선을 건조하도록 명령했다. 그럼에도 불구하고 그들은 연합된 영국-프랑스 함대에 수적으로 열세였고, 드 라위터르는 네덜란드 해안 근처의 얕은 물로 후퇴하여 기회를 기다렸다. 육상에서의 재앙은 더빗에게 승리가 필요함을 의미했다. 그는 더 라위터르에게 공격을 명령했고, 코르넬리스 더빗이 이 지시가 수행되는지 확인하기 위해 동행했다.
연합 함대가 서퍽의 사우스월드 근처 솔베이로 철수하여 재보급을 하던 중, 6월 7일 더 라위터르는 솔베이 해전에서 그들을 기습했다. 요크 공작은 그의 전대들을 주 네덜란드 함대에 대항하여 이끌었지만, 그의 프랑스 동료인 데스트레는 그의 의도를 잘못 이해했거나 의도적으로 무시하고 반대 방향으로 항해했다. 프랑스 함선 30척은 제일란트 해군성의 아드리안 반케르트 휘하의 15척의 함선과 장거리에서 별도의 교전을 벌였다. 데스트레는 나중에 자신의 장교들 중 일부로부터 더 긴밀하게 교전하지 않은 것에 대해 비난받았다.

솔베이, 6월 7일; 영국 기함 로열 제임스의 파괴

샌드위치 백작은 로열 제임스가 화공선에 의해 침몰되면서 전사했으며, 다른 함선들도 심각한 피해를 입었다. 비록 함선 손실은 거의 같았지만, 솔베이 해전은 네덜란드가 해안 수역 통제권을 유지하고, 무역로를 확보하며, 제일란트에 대한 영국-프랑스 상륙 희망을 종결시켰다. 데스트레의 지원 부족 의혹에 대한 분노는 전쟁에 대한 반대를 증가시켰고, 의회는 필수적인 수리를 위한 자금을 승인하는 것을 꺼렸다. 그 해 남은 기간 동안, 이는 영국 해군 작전을 네덜란드 동인도 회사 귀환 함대에 대한 실패한 공격으로 제한했다.
그러나 이것은 네덜란드가 육지에서 겪은 패배로 인한 피해를 상쇄하지 못했고, 위기의 심각성을 숨기는 것은 불가능했다. 독기 어린 오라녜주의 팸플릿들은 특히 더빗 형제와 섭정 체제가 프랑스에 나라를 배신했다고 비난했다. 오라녜주의자들이 시의회를 장악하고 윌리엄이 정부를 장악할 것을 요구하는 등 광범위한 폭동이 일어났다. 6월 22일, 요한 더빗은 암살 시도에서 심하게 부상을 입었다. 공격자 중 한 명인 야코프 판 데르 그라프는 신속히 체포되어 재판을 받고 처형되었으며, 이는 더빗 형제에 대한 대중의 분노를 증가시켰다.

### 협상

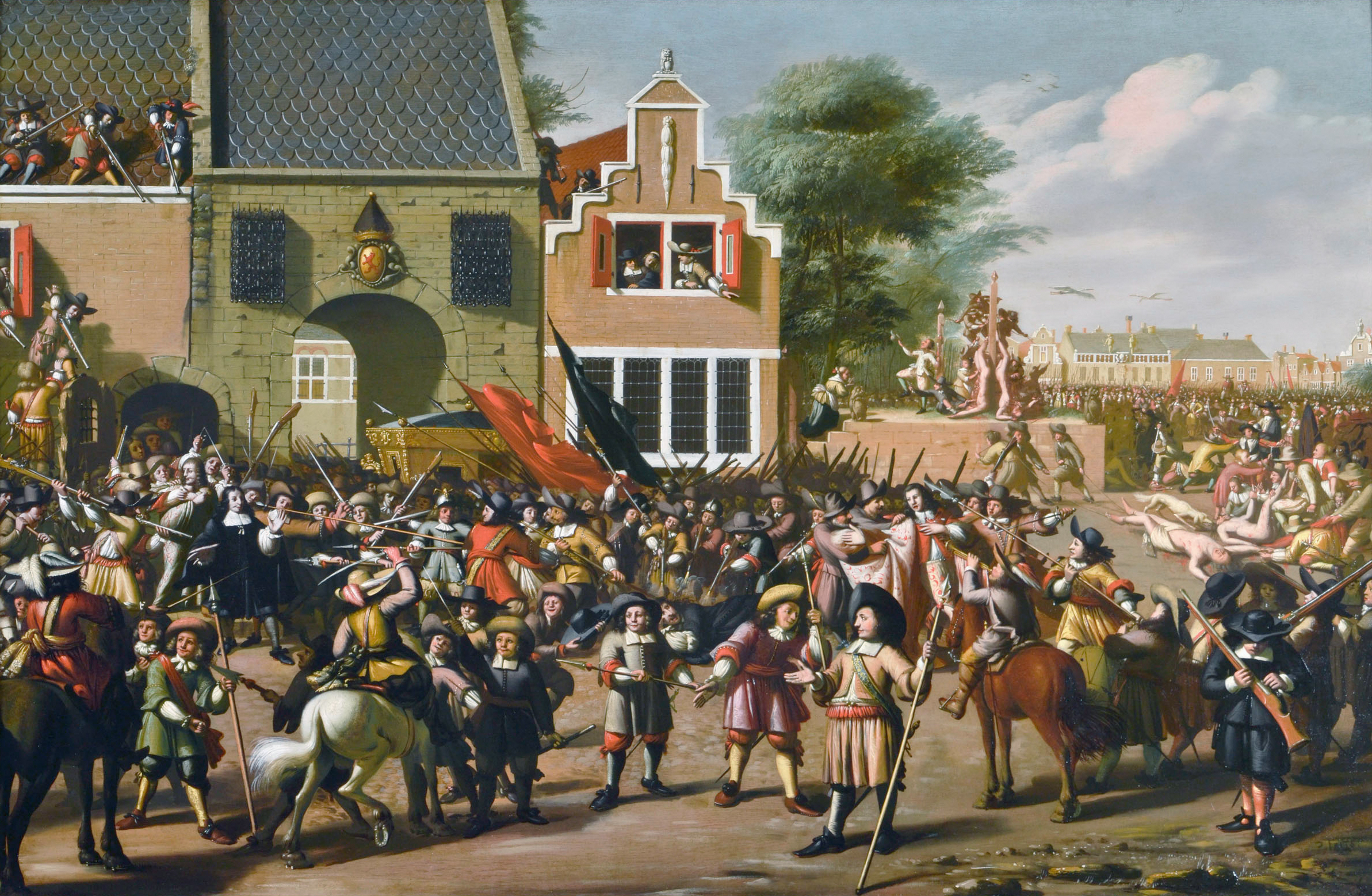
더빗 형제의 살해는 윌리엄의 국내 입지를 확고히 했다.

네덜란드는 프랑스와 영국의 목표가 양립할 수 없다는 점과 초기 성공으로 루이가 자신의 위치를 과대평가했다는 점 덕분에 도움을 받았다. 스페인령 네덜란드에서의 프랑스의 확장은 주로 네덜란드를 희생시켜 경제를 성장시키려는 목적이었지만, 영국의 무역과 안보 또한 약화시켰다. 만약 루이가 유럽의 금융 및 상업 중심지인 홀란트까지 통제하게 된다면, 프랑스의 영향력 증가는 다른 모든 유럽 국가를 위협할 수 있었다.
6월 14일, 홀란트 주 의회는 남부의 주요 요새를 점령할 권리와 1천만 길더의 배상금을 루이에게 제안하며 협상을 시작했다. 루이는 가톨릭 신자들의 종교의 자유, 또는 위트레흐트와 헬레르에 대한 프랑스 주권 등 추가 요구를 했다. 양측 모두 자신들의 입장이 개선될 것이라고 가정하며 협상을 지연 전술로 사용했다. 루이는 사절단이 종교나 주의 영토 보전에 대해 협상할 권한이 없으며 추가 지침을 요청해야 한다는 것을 알고 있었다. 영국은 뮌스터가 이미 포위하고 있던 흐로닝언의 델프제일을 할양받기로 되어 있었다.
찰스만이 자신들을 프랑스로부터 구할 수 있다고 주장하는 오라녜주의자들의 압력으로 7월 4일 찰스의 조카 윌리엄이 홀란트의 스타트허우더로 임명되었다. 빠른 승리를 기대한 찰스는 1666년 쿠데타 실패 후 공화국을 탈출했던 오라녜주의 망명자들과 함께 알링턴과 버킹엄을 브릴로 보냈다. 그들은 7월 5일 니우어브루흐에 있는 윌리엄의 본부에 도착했고, 영국 지원 약속을 가져왔다고 믿는 군중들의 환호를 받았다. 그들의 조건이 공개되자 분위기는 빠르게 바뀌었다. 프랑스와 뮌스터는 그들의 정복지를 유지하고 윌리엄은 홀란트의 주권 군주로 임명될 것이며, 그 대가로 윌리엄은 영국에 1천만 길더, 북해 청어 어획권에 대한 연간 1만 파운드를 지불하고, 영국 수비대가 브릴, 슬뢰이스, 플리싱언을 점령할 수 있도록 허용해야 했다.

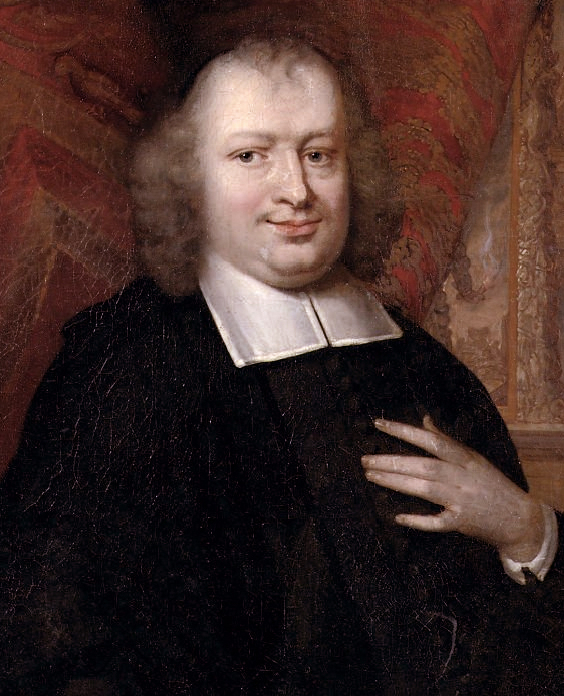
1672년 8월 대은급 관리로 임명된 오라녜주의자 파헐

윌리엄은 이 제안을 거부했다. 왜냐하면 그것은 네덜란드에게 이미 가지고 있는 것 외에는 아무것도 주지 않았기 때문이다. 알링턴과 버킹엄은 루이와 만나 7월 16일 헤이스베이크 협정에 동의했다. 이는 공동 요구 사항 목록을 제시하고 별도의 평화를 맺지 않기로 약속했지만, 양측 모두 이를 신뢰하지 않았다. 헤이그 주재 레오폴트 특사 프랑수아 폴 드 리솔라는 네덜란드 의회에 황제 지원을 확신시켰고, 스페인 군대가 네덜란드 요새 도시인 스헤르토헨보스와 브레다를 점령하여 그들의 수비대를 야전군으로 해방시키도록 주선했다.
찰스의 두 번째 편지는 7월 18일 윌리엄에게 그의 조건을 수락할 것을 촉구하며, 더빗 형제가 평화의 유일한 장애물이라고 주장했다. 그는 어업권, 40만 파운드, 슬뢰이스, 그리고 수리남을 제공하는 대신 홀란트의 공작으로 인정받고 잉글랜드가 별도의 평화를 맺는 것에 동의할 것을 제안하며 응답했다. 헤이스베이크 협정에 따라 루이는 네덜란드가 그들의 해군 기지인 헬레부츠슬라위스를 잉글랜드에 할양할 것을 요구했는데, 이는 그가 받아들일 수 없는 요구임을 알고 있었다. 7월 20일 조건이 거부된 후, 알링턴과 버킹엄은 런던으로 돌아왔다.
요한 더빗은 6월에 대은급 관리직에서 사임했고, 코르넬리스는 윌리엄을 암살하려 했다는 혐의로 체포되었다. 8월 15일, 더빗 형제를 비난하는 찰스의 편지가 홀란트에 게재되었다. 그 결과 긴장이 고조되었고, 두 형제는 8월 20일 오라녜주의 민병대에 의해 린치당했다. 오라녜주의자 가스파르 파헐이 대은급 관리가 되었고, 8월 27일 홀란트 주 의회는 정치적 반대자들의 지방 공직을 금지하여 윌리엄의 정치적 입지를 확고히 했다.

### 네덜란드 회복: 7월에서 12월까지

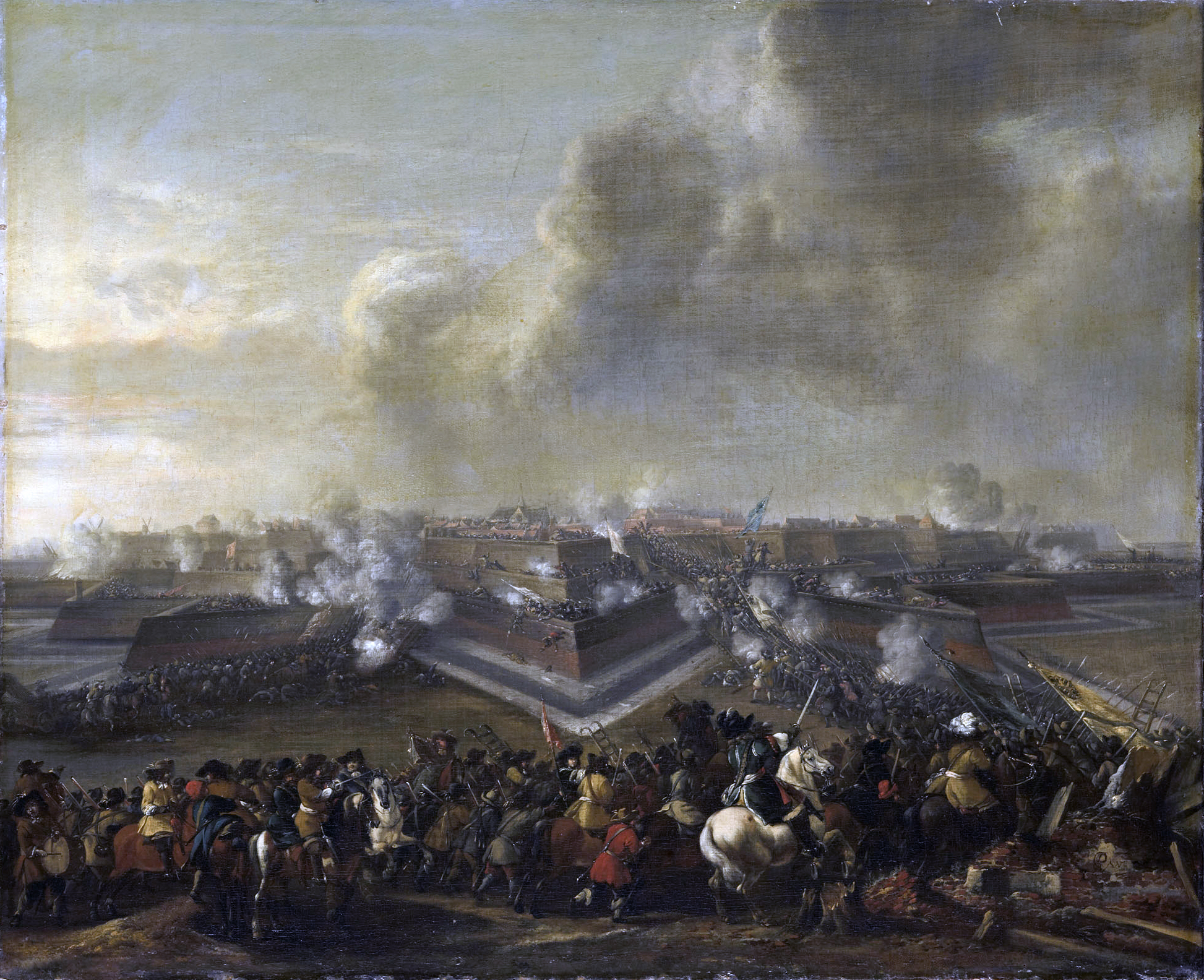
1672년 12월 30일 쿠보르던 재탈환은 네덜란드 사기에 큰 활력을 주었다.

7월 7일, 물이 완전히 방출되었다. 겨울에 물이 얼면 그 효과는 줄어들겠지만, 현재 홀란드는 프랑스의 진격으로부터 안전했다. 이는 의회에게 7월 16일 승인된 군사 개혁을 시행할 시간을 주었고, 프랑스 포로로 잡혔던 2만 명이 돌아오면서 사기가 높아졌다. 비공식적인 스페인의 지원 외에도, 7월 25일 레오폴트는 16,000명의 병력으로 라인란트와 알자스를 침공할 것을 약속했으며, 이는 5월에 프리드리히 빌헬름이 약속한 2만 명과 함께였다.
이는 루이로 하여금 이 위협에 대처하기 위해 4만 명의 병력을 돌려야 했고, 거의 5만 명이 공화국 주변 주둔지에 묶이게 했다. 솔베이 해전 이후 영국의 빠른 승리에 대한 희망은 사라졌고, 더빗 형제의 제거는 윌리엄의 입지를 확보하고 찰스에 대한 의존도를 끝냈다. 뮌스터군은 보급 부족으로 해체되었고, 8월 27일 폰 갈렌은 흐로닝언 포위를 포기했다. 포위군은 6,000명의 탈영병을 포함하여 11,000명 이상의 병력을 잃었으며, 이들 중 다수는 네덜란드군에 합류했다.
윌리엄은 부르던과 샤를루아에 대한 공격을 이끌었는데, 이는 너무 야심적이고 실패했지만 네덜란드의 사기를 회복시켰고, 쿠보르던은 12월 31일에 재탈환되었다. 비록 그들의 입지는 여전히 위태로웠지만, 1672년 말까지 네덜란드는 5월에 잃었던 영토의 많은 부분을 되찾았고 루이는 광범위한 유럽 소모전에 휘말리게 되었다. 프랑스의 보조금에도 불구하고 찰스는 자금이 바닥났고 전쟁을 계속하는 것에 대한 상당한 국내 반대에 직면했다. 이는 네덜란드령 케이프 식민지가 영국령 세인트헬레나 섬에 원정군을 파견하고 네덜란드 동인도 회사를 대신하여 점령하자 더욱 증가했다.

## 1673년

### 개요
프랑스군이 홀란트 방어선을 뚫는 데 실패하자, 영국-프랑스 함대는 네덜란드 해군을 격파하여 네덜란드 해안을 봉쇄하고 공화국을 굶주리게 하거나 침공군을 상륙시키는 임무를 맡았다. 그러나 부실한 협조로 인해 그들은 수적 우위를 활용하지 못했고, 더 라위터르는 그의 함대가 압도당하는 것을 막을 수 있었다. 8월 21일의 텍셀 해전은 결정적이지 않았지만, 영국 함대에 입힌 피해가 그들로 하여금 수리를 위해 본국으로 돌아가게 만들었기 때문에 전략적인 네덜란드의 승리였다.
처음부터 인기가 없었던 영국 내 전쟁 지지는 빠른 승리에 대한 희망이 사라지면서 함께 해체되었다. 1673년 말, 프랑스군은 공화국에서 철수하고 스페인령 네덜란드 정복에 집중했는데, 이는 대부분의 영국 정치인들에게는 두려운 전망이었다. 찰스가 가톨릭으로의 복귀에 동의했다는 네덜란드 팸플릿 선전과 결합되어 의회는 전쟁 자금 지원을 거부했고, 반대 수준이 높아지자 찰스는 자신의 입지에 대한 두려움을 느꼈다. 1674년 2월, 제2차 웨스트민스터 조약이 전쟁을 종결시켰다. 이 조약은 양국에서 대중적인 열광을 받았으며, 특히 암스테르담과 런던의 상업계에서 그러했고, 조약은 예외적으로 신속하게 비준되었다.

### 해전

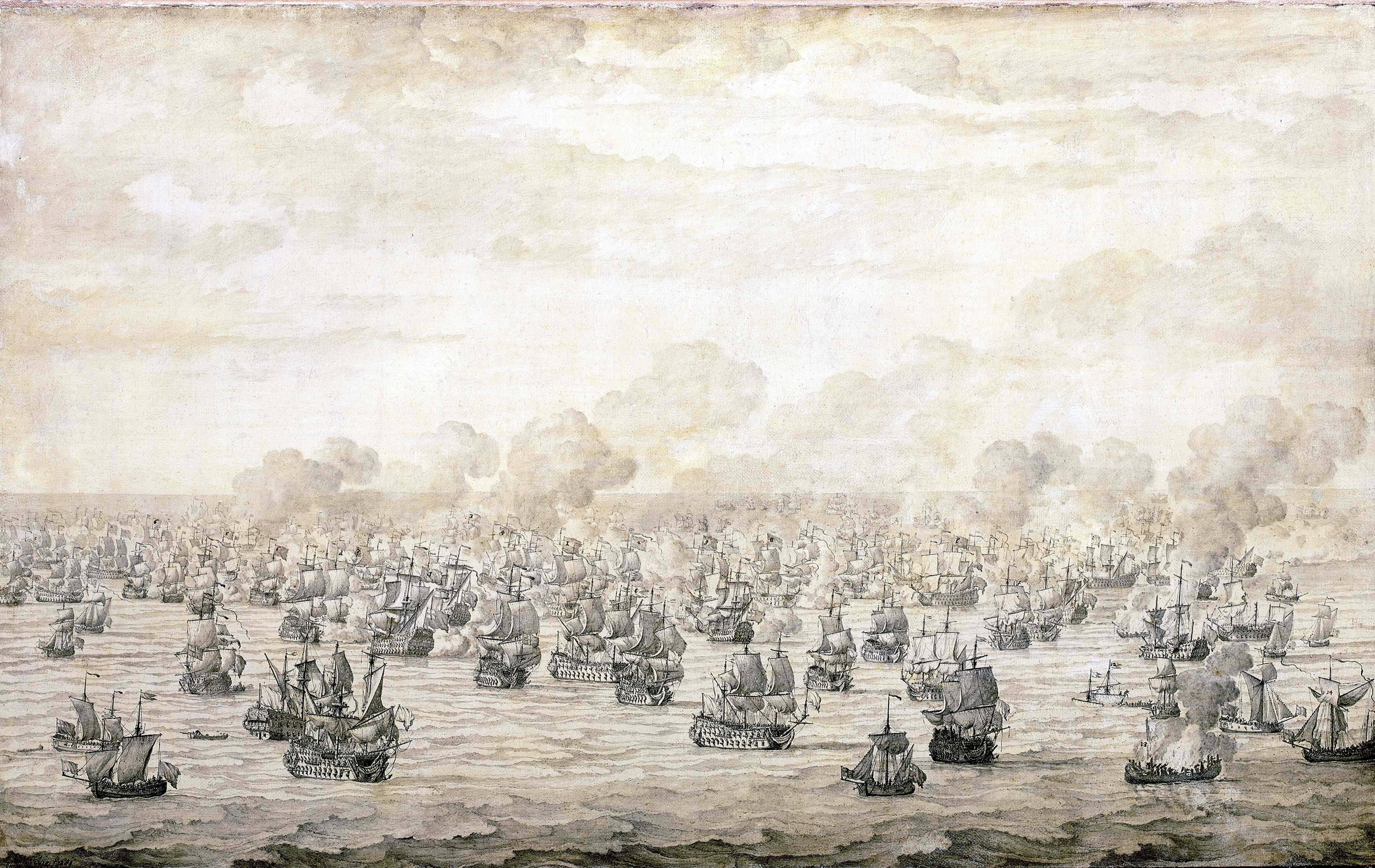
빌럼 판 더 펠데 디 엘더의 스후네펠트 첫 전투

이전 두 차례의 전쟁에서 양국 해군, 특히 네덜란드 해군은 종종 패배한 측에 막대한 함선 손실을 입히는 공격적인 전술을 사용했다. 제3차 영국-네덜란드 전쟁에서는 손실을 최소화하는 것이 최우선 과제였으며, 함대가 "단종진" 대형을 사용하여 교전하는 것이 일반적이었다. 이는 본질적으로 방어적인 접근 방식이었다. 상당한 피해를 입혔음에도 불구하고 텍셀 해전에서 어느 쪽도 함선을 잃지 않았다.
1673년 겨울에 방어선이 얼어붙었을 때, 프랑스군은 이를 뚫을 수 없었다. 요한 더 리프더 휘하의 얇은 얼음과 스케이트를 착용한 네덜란드 수병들 때문에 좌절되었다. 봄에 방어선의 북쪽 부분을 배수하거나 뗏목으로 건너려는 시도 또한 실패했다. 동쪽 접근이 비실용적이 되자, 영국 왕립 해군은 프랑스 전대와 협력하여 해안을 봉쇄하라는 명령을 받았다. 가능하면 침공군을 상륙시키라는 명령도 있었지만, 어떻게 accomplish될지는 불분명했다. 상륙 작전 경험이 부족했기 때문에, 이는 위험한 얕은 물에 대한 지식이 제한적임에도 불구하고 네덜란드 항구를 점령하는 것을 의미했다.

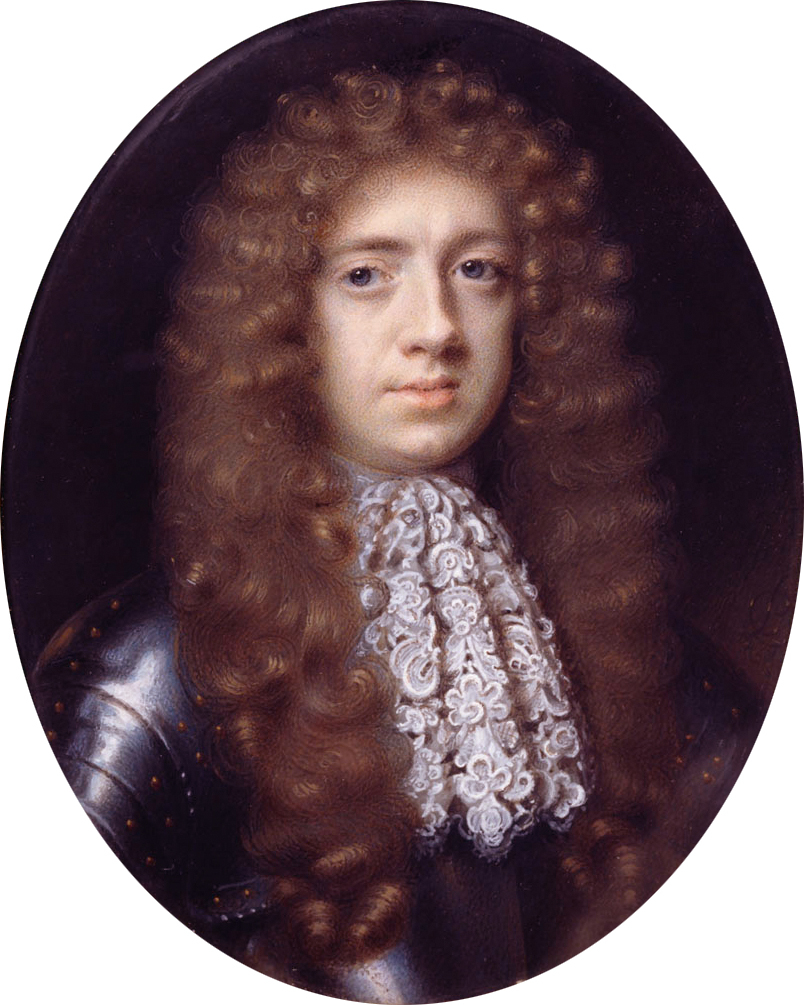
에드워드 스프래그, 텍셀 해전에서 전사

네덜란드를 불안하게 만들려고, 루퍼트 공작은 자신의 함대에 침공군을 실은 선박이 동행한다는 정보를 흘렸다. 실제로는 침공군은 그레이트야머스에 머물렀고, 어쨌든 그 임무에는 불충분했다. 5월에 81척의 영국 함대가 네덜란드 해안에 접근했고, 더 라위터르의 55척 함대는 스후네펠트에서 방어적인 위치를 취했다. 6월 7일 초, 루퍼트 공작은 경량 전대를 분리시켜, 동맹군이 수적 우위를 활용할 수 있는 전투로 더 라위터르를 유인하려고 했다. 대안은 네덜란드 함대를 헬레부츠슬라위스로 강제 진입시켜 봉쇄하고, 수송선이 병력을 수송하여 덴 브릴 또는 플리싱언을 공격하는 것이었다.
그러나 더 라위터르의 빠른 대응으로 그는 주요 연합 함대가 준비되기 전에 공격을 개시할 수 있었고, 스후네펠트 제1차 전투가 시작되었다. 전년도 솔베이 해전에서 프랑스 전대는 영국 전대와 반대 방향으로 항해했다. 이것이 의도적인 것이었다는 비난에 대응하기 위해, 그들은 이제 중앙 전대를 형성했다. 그러나 그들의 경험 부족과 부실한 위치 설정은 더 라위터르가 연합군 중앙을 통과할 수 있는 틈을 만들었다.
프랑스 사령관들은 루이로부터 배를 위험에 빠뜨리지 말고, 영국과 네덜란드로부터 배우는 데 집중하라는 명령을 받았다. 따라서 그들은 교전을 중단했고, 나중에 더 라위터르가 사용한 기동의 전술적 천재성에 대해 열정적인 보고서를 작성했다. 그들의 이탈은 스프래그 경 휘하의 연합군 후방을 차단할 위협이 되었다. 그는 자신의 전대를 이끌고 트롬프를 공격했는데, 트롬프 또한 루퍼트와 교전 중이었지만, 좌초될까 두려워 확신을 가지고 공격하지는 않았다. 이제 네 부분으로 나뉘어 상당한 혼란에 빠진 연합군은 9시간의 전투 끝에 철수했다. 더 라위터르는 불필요한 위험을 감수하지 않기로 결정했기 때문에 추격하지 않았다.

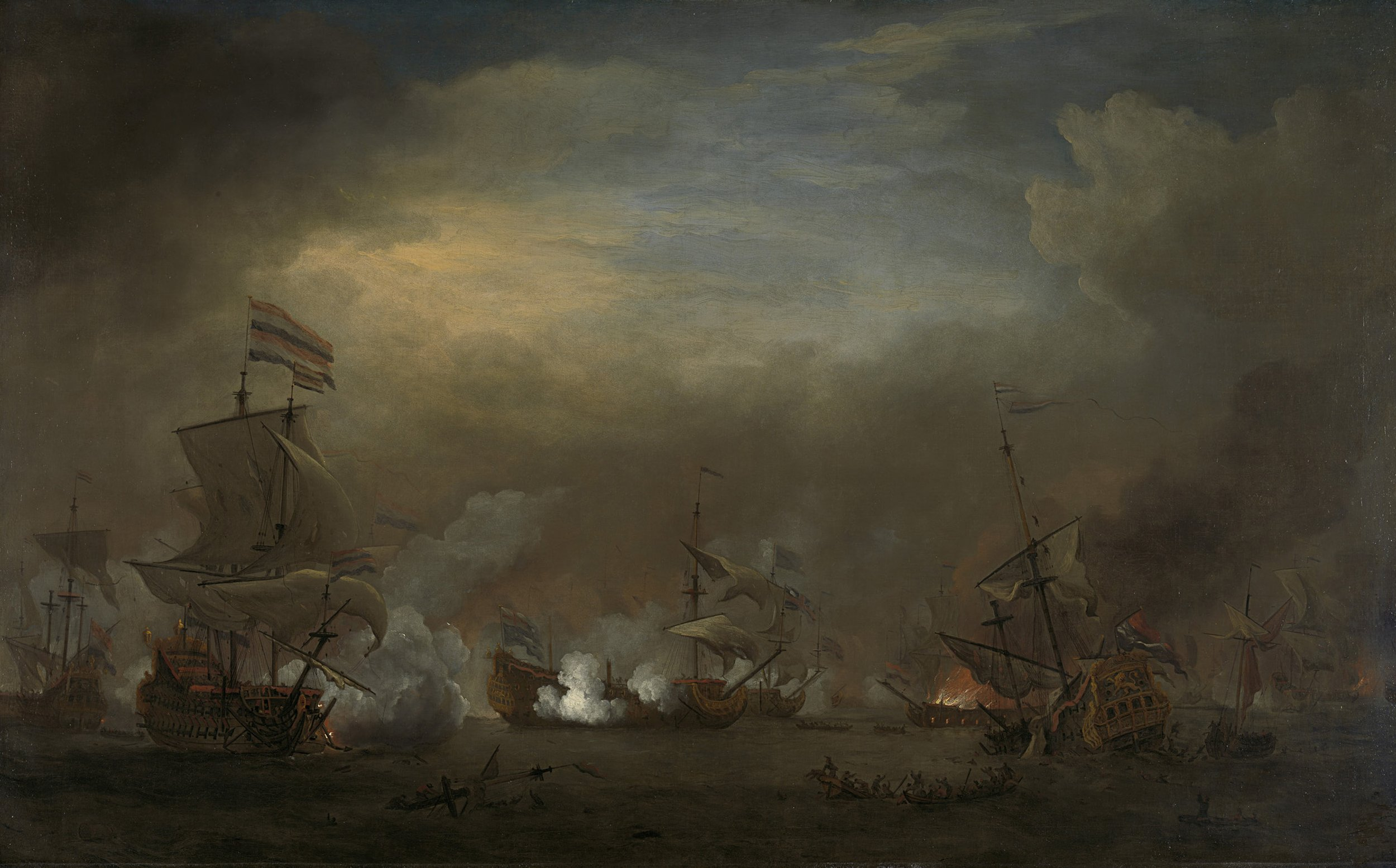
빌럼 판 더 펠데 더 용어의 텍셀 해전. 이 시대의 해전이 연기로 가려져 거의 야간과 같은 효과를 내는 모습을 정확하게 묘사하고 있다.

연합군은 네덜란드 해안에서 계속해서 위치를 고수했다. 6월 14일, 더 라위터르는 순풍을 이용하여 스후네펠트 제2차 전투를 시작했다. 다시 한 번, 이것은 준비되지 않은 연합 함대에 혼란을 야기했고, 심각한 피해를 입고 수리를 위해 템스 강으로 돌아갔다. 7월 말, 루퍼트는 다시 출항하여 헤이그나 덴헬더르에 대한 기습 공격으로 네덜란드군을 북쪽으로 유인하려 했다. 더 라위터르는 원래 위치에 머무는 것을 선호했지만, 귀중한 네덜란드 동인도 회사 보물 함대를 호위하라는 명령을 받았다. 그 결과 텍셀 해전에서 양측 모두 심각한 피해를 입었지만, 루퍼트 공작은 수리를 위해 본국으로 돌아갈 수밖에 없었다.
프랑스의 행동은 광범위한 비난과 그들이 영국 동료들을 지원하지 못했다는 비난으로 이어졌다. 이것이 공정한지는 여전히 논쟁의 여지가 있다. 세 번의 전투 모두에서 더 라위터르는 동맹군의 전투 지침 및 신호 전달의 결함을 이용했다. 그럼에도 불구하고, 이는 영국과 프랑스 간의 의심을 더욱 깊게 했고, 전쟁에 대한 대중의 지지를 더욱 약화시켰으며, 해상 봉쇄를 통해 네덜란드군을 굶주리게 하려던 모든 희망을 끝냈다. 그 결과는 네덜란드에게 압도적인 전략적 승리였다. 비록 향신료 함대 중 네 척이 연합군의 손에 넘어갔음에도 불구하고 말이다. 더 라위터르에게는 훨씬 우세한 함대의 공격을 격퇴하여 조국을 구한 성공적인 캠페인이 그의 경력의 하이라이트였으며, 영국인들도 이를 쉽게 인정했다. 요크 공작은 제독들 중에서 "그는 그 당시까지 세계에서 가장 위대한 인물이었다"고 결론 내렸다. 영국은 해상 침공 계획을 포기해야 했고, 막대한 수리 비용은 의회를 괴롭혔다.
1673년 8월 24일, 네덜란드군은 제독 코르넬리스 에버르트센 더 용어와 앤서니 콜브 함장 지휘 하에 (영국인들이 "뉴욕"으로 이름을 바꾼) 니우암스테르담 시를 재탈환했다. 에버르트센은 도시 이름을 "뉴오렌지"로 바꾸었다. 그러나 네덜란드 통치는 1674년 11월 10일에 웨스트민스터 조약의 조항을 이행하라는 명령과 함께 종료되었다.

### 잉글랜드 내 반전 감정

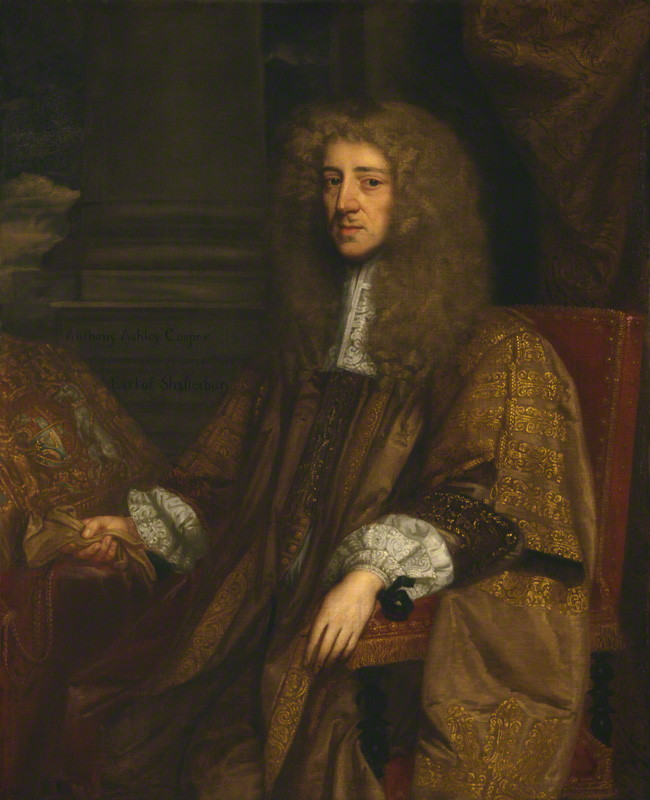
전쟁 반대 운동을 주도한 앤서니 애슐리 쿠퍼

이전 분쟁에서 사략선에 투자하는 것은 영국인들에게 매우 수익성이 높았지만, 1672년부터 1673년까지 네덜란드 약탈자들은 2,800척 이상의 프랑스 및 영국 선박을 나포했는데, 이는 그들의 상대편보다 훨씬 많았다. 제일란트주만 해도 120척의 사략선을 운용했다. 네덜란드 해안을 봉쇄하는 데 실패하면서 영국 상인들은 조선 재료의 필수적인 발트해 무역에서 배제되었다. 또한 네덜란드의 니우암스테르담 재탈환과 인도의 영국 소유지에 대한 공격은 추가적인 상업적 피해를 입혔다. 이러한 손실은 많은 이들이 부당하다고 느꼈던 전쟁에 대한 기존 의구심을 더욱 악화시켰다.
군사적 위치 안정화는 네덜란드의 신용도 회복으로 이어져, 의회가 군사 예산을 연간 세금 수입의 세 배인 1억 길더로 확장할 수 있게 했다. 루이는 빠른 승리를 기대하며 공화국을 공격했지만, 이것이 실패하자 그는 여러 전선에서 소모전에 직면했다. 1673년 7월, 프랑스군은 마스트리흐트를 점령했다. 8월 30일, 네덜란드는 레오폴트와 스페인과 헤이그 동맹에 합의했다. 10월에는 프랑스에 의해 공국이 점령된 로렌 공작 샤를 4세가 합류하여 4국 동맹을 형성했다.
윌리엄은 쾰른에서 프랑스 및 영국과 개최된 평화 협상이 실패하도록 만들었다. 9월에 그는 나르던을 재탈환했고, 뮌스터와 쾰른은 평화 협정을 맺었으며, 프랑스군은 흐라베와 마스트리흐트만 남기고 네덜란드 공화국에서 철수했다. 네덜란드에 대한 승리가 이제 불확실해지자, 전쟁은 플란데런 통제를 위한 것으로 바뀌었고, 이는 영국과 프랑스를 분열시키는 문제였다. 1673년 초 알링턴의 전 비서관 피터 뒤 물랭이 공화국으로 도피하자 양국 간의 긴장은 더욱 고조되었다. 그는 찰스와 루이가 다시 국가를 가톨릭으로 만들려는 음모를 꾸미고 있다고 비난하는 팸플릿들을 영국 전역에 퍼뜨리며 선전 캠페인을 시작했다.

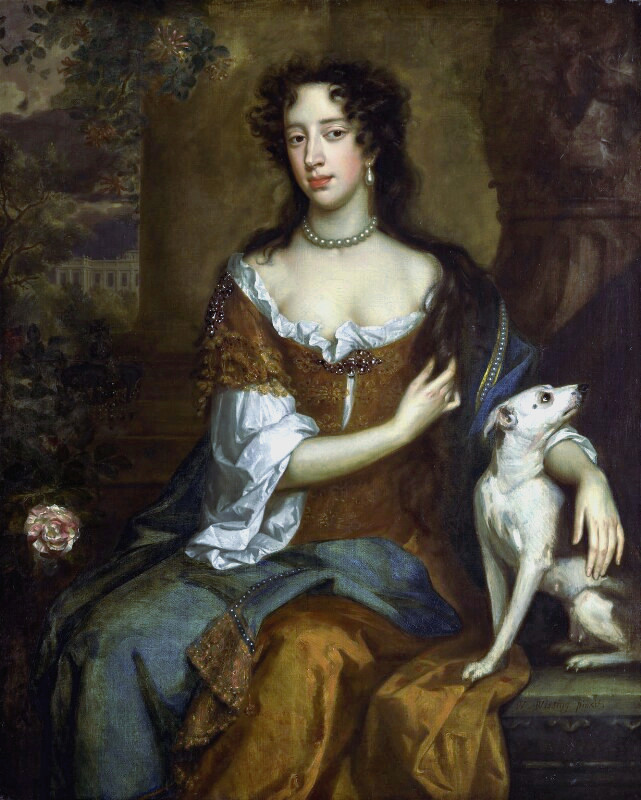
메리 오브 모데나; 그녀의 제임스와의 결혼은 전쟁에 대한 반대를 증가시켰다

많은 사람들이 그것이 사실이라고 확신했는데, 특히 찰스가 그의 형상이자 후계자인 제임스가 독실한 가톨릭 신자인 메리 오브 모데나와 결혼하는 것을 허락했을 때 더욱 그러했다. 1673년 2월, 의회는 찰스가 제안된 관용을 철회하고 가톨릭 교도의 공직을 금지하는 심사령을 수락하지 않는 한 추가 세금을 승인하는 것을 거부했다. 1673년 6월, 제임스는 대제독직에서 사임했는데, 이는 그가 비밀리에 가톨릭 신자가 되어 심사령을 준수할 수 없다는 소문을 확인시켜주는 것으로 여겨졌다. 찰스에게 합법적인 후손이 없었기 때문에, 제임스의 결혼은 이제 미래에 가톨릭 왕조가 잉글랜드를 통치할 강력한 가능성을 제시했다.
도버 조약의 비밀 조항을 전년도에 알게 된 버킹엄은 바뀐 여론에 반응하여 그 조항들을 알링턴을 포함한 다른 정치인들에게 누설했다. 그 결과, 카발 내각은 네덜란드와의 평화를 주장하는 이들에게 합류했다. 찰스와 루이의 합의가 드러나자 충격을 받은 섀프츠베리 경은 스튜어트가를 완전히 제거하는 것을 고려하기 시작했다. 그의 지지 하에 존 로크는 그의 저서인 통치론에 나타나는 법적 개념들을 발전시켰는데, 이는 전제군주제에 대한 일반적인 비난이었다.

## 제2차 웨스트민스터 평화
이러한 상황에서 찰스는 동맹을 계속하는 것이 그의 개인적인 입지에 심각한 위협이 되며, 의회가 더 이상 전쟁 자금을 지원하지 않을 것이라고 느꼈다. 그는 프랑스 대사 콜베르 드 크루아지에게 유감스럽게도 영국의 전쟁 노력을 중단해야 한다고 통보했다. 그는 런던 주재 스페인 영사 프레스노 후작을 통해 네덜란드에게 그의 고귀한 조카를 스타트허우더로 임명하려는 그의 주된 전쟁 목표가 달성되었으므로, 약간의 "배상금"만 지불된다면 두 개신교 형제 국가 간의 영구적인 평화 조약을 맺는 데 더 이상 반대하지 않는다고 말했다. 처음에는 홀란트 주 의회가 찰스의 요구를 들어줄 의사가 없었다. 그들의 의견으로는 영국이 전쟁에서 아무것도 성취하지 못했기 때문에 어떤 보상도 받을 자격이 없었다. 그러나 윌리엄은 찰스를 결국 프랑스와의 전쟁에 끌어들일 가능성이 있다고 그들을 설득했다. 또한 스페인은 아직 프랑스에 전쟁을 선포하지 않았으며, 영국의 아메리카 식민지 공격을 두려워했기 때문에 영국이 평화를 맺을 경우에만 전쟁을 할 의사가 있었다.
트럼펫 주자들을 통한 짧은 제안 교환 후, 웨스트민스터 조약은 구력 2월 17일 런던에서 공식적으로 선포되었다. 이는 신력 3월 4일 홀란트 주 및 서프리슬란트 주에 의해 승인되었고, 3월 5일 네덜란드 의회에 의해 비준되었다.
이 조약은 이전에 뉴네덜란드였던 뉴욕이 이후 영국령이 되고, 1667년 네덜란드가 점령했던 수리남은 네덜란드 식민지로 남아 1667년의 현상 유지를 확정한다고 규정했다. 네덜란드는 2백만 길더의 "배상금"을 지불해야 했다. 결국 윌리엄은 찰스에게 이 배상금을 오라녜나사우가에 빚진 부채와 상계하도록 강요하여, 영국 국왕은 실제로 거의 아무것도 받지 못했다.
평화에도 불구하고, 몬머스 여단은 프랑스군에서 철수되지 않을 것이며, 프랑스-네덜란드 전쟁이 끝날 때까지 영국에서 병력을 모집할 수 있도록 허용되었다. 그 해 4월, 윌리엄은 삼촌에게 루이와의 전쟁에 참여하도록 설득하려 했지만 실패했다. 1678년 홀란트 전쟁이 끝날 때까지 찰스는 필요할 때 프랑스와의 충돌을 고려하는 척하며 양측 사이를 중재하려 했다. 1677년, 그는 조카 메리를 윌리엄과 결혼하도록 강요했는데, 이는 나중에 1688년 그의 형상이 몰락하는 근본적인 원인이 되었다.

## 내용주
1. ↑  네덜란드어: Derde Engels-Nederlandse Oorlog
2. ↑  The Dutch suffered a number of losses in this action, including the Klein Hollandia, whose wreck was finally identified in 2023[30]
3. ↑  During the Eighty Years War in 1585, the Dutch ceded control of Brill and Flushing (Vlissingen) to 엘리자베스 1세; known as the Cautionary Towns, they were sold back to the Dutch in 1616 by James I for £213,000[54]

## 참고 문헌
- Boxer, C. R. (1969). 《Some Second Thoughts on the Third Anglo-Dutch War, 1672–1674》. 《Transactions of the Royal Historical Society》 19. 67–94쪽. doi:10.2307/3678740. JSTOR 3678740. S2CID 159934682.
- Bruce, R. Stuart (1914).  Johnston, Alfred W.; Johnston, Amy, 편집. “Part III – Replies – Naval Engagement, Rønis Vo, Shetland” (PDF). 《Old-Lore Miscellany of Orkney Shetland Caithness and Sutherland》 (London: Viking Society for Northern Research) VII (Old-Lore Series Vol. VIII): 101–103. 2022년 10월 9일에 원본 문서 (PDF)에서 보존된 문서. 2020년 4월 2일에 확인함 – Viking Society Web Publications 경유.
- Childs, John (1984). 《The British Brigade in France》. 《History》 69.
- Childs, John (2014). 《General Percy Kirke and the later Stuart Army》. Bloomsbury Academic. ISBN 978-1441158826.
- Clodfelter, Micheal (1992). 《Warfare and Armed Conflicts: A Statistical Reference to Casualty and Other Figures, 1500–2000》. McFarland & Co. ISBN 978-0786474707.
- Davies, J. D. (2008). 《Pepys s Navy: Ships, Men and Warfare 1649–1689》. Pen and Sword. ISBN 978-1783830220.
- Davies, J. D. (2017). 《Kings of the Sea: Charles II, James II and the Royal Navy》. Barnsley: Seaforth Publishing. ISBN 978-1-84832-400-8.
- Degroot, Dagomar (2018). 《The Frigid Golden Age》. Cambridge University Press. ISBN 978-1108419314.
- Doedens, Anne; Mulder, Liek (2016). 《Engels Nederlandse Oorlogen: Door een zee van bloed in de Gouden Eeuw》 (네덜란드어). Walburg Pers. ISBN 978-9462491052.
- Edwards, Elizabeth Clare (1998). 《Amsterdam & William III: the role of influence, interest and patronage on policy-making in the Dutch Republic, 1672–1684》 (PDF). 유니버시티 칼리지 런던. 2022년 10월 9일에 원본 문서 (PDF)에서 보존된 문서.
- Frost, Robert (2000). 《The Northern Wars; State and Society in Northeastern Europe 1558–1721》. Routledge. ISBN 978-0582064294.
- Geyl, Pieter (1936). 《The Netherlands in the 17th Century 1609–1648》 1989판. Routledge. ISBN 978-0304317813.
- Goldie, M.; Levillain, Charles-Edouard (2018). 《Francois-Paul de Lisola and English Opposition to Louis XIV》. 《Historical Journal》. doi:10.17863/CAM.35128.
- Grose, Clyde L. (1929). 《Louis XIV's Financial Relations with Charles II and the English Parliament》. 《The Journal of Modern History》 1. 177–204쪽. doi:10.1086/235450. JSTOR 1872003. S2CID 144216886.
- Hainsworth, D. R.; Churches, C. (1998). 《The Anglo-Dutch Naval Wars, 1652–1674》. Sutton. ISBN 978-0750917872.
- Hemingway, James Peter (2002). 《A comparative study of naval architecture between 1672 and 1755》 (PDF) (PhD). University of Bristol. 2022년 10월 9일에 원본 문서 (PDF)에서 보존된 문서.
- Holmes, Richard (2008). 《Marlborough: England's Fragile Genius》. Harper Press. ISBN 978-0007225712.
- Hutton, Ronald (1989). 《Charles II: King of England, Scotland and Ireland》. Clarendon Press. ISBN 978-0198229117.
- Hutton, R. (1986). 《The Making of the Secret Treaty of Dover, 1668–1670》. 《The Historical Journal》 29. 297–318쪽. doi:10.1017/S0018246X00018756. JSTOR 2639064. S2CID 159787254.
- Israel, Jonathan (1990). 《Dutch Primacy in World Trade, 1585–1740》. Oxford University Press. ISBN 978-0198211396.
- Jackson, Clare (2021). 《Devil Land; England under Siege 1588–1688》. Allen Lane. ISBN 978-0241285817.
- Jenkins, E. H. (1973). 《A History of the French Navy》. MacDonald and Jane's. ISBN 978-0786457847.
- Jones, J.R. (2013). 《The Anglo-Dutch Wars of the Seventeenth Century》. Routledge. ISBN 978-1315845975.
- Kenyon, J.P. (1993). 《The History Men. The Historical Profession in England since the Renaissance》. Weidenfeld and Nicolson. ISBN 978-0582056299.
- Kitson, Frank (1999). 《Prince Rupert: Admiral and General-at-Sea》. Constable. ISBN 978-0094798502.
- Laslett, Peter (1960). 《Two Treatises of Government. A critical edition with an introduction and apparatus critics》. Cambridge University Press.
- Lesaffer, Randall. “The Wars of Louis XIV in Treaties (Part III): The Secret Alliance of Dover (1 June 1670)”. 《OPIL》. 2019년 9월 30일에 확인함.
- Lynn, John (1996). 《The Wars of Louis XIV, 1667–1714 (Modern Wars in Perspective)》. Longman. ISBN 978-0582056299.
- Palmer, M. (1997). 《The "Military Revolution" Afloat: The Era of the Anglo-Dutch Wars and the Transition to Modern Warfare at Sea》. 《War in History》 4. 123–149쪽. doi:10.1177/096834459700400201. JSTOR 26004420. S2CID 159657621.
- Ogg, D. (1934). 《England in the Reign of Charles II》. Oxford University Press. OCLC 490944369.
- Panhuysen, Luc (2005). 《De Ware Vrijheid: De levens van Johan en Cornelis de Witt》 (네덜란드어). Uitgeverij Atlas.
- Panhuysen, Luc (2009). 《Rampjaar 1672: Hoe de Republiek aan de ondergang ontsnapte》. Uitgeverij Atlas. ISBN 978-9045013282.
- Panhuysen, Luc (2016). 《Oranje tegen de Zonnekoning: De strijd van Willem III en Lodewijk XIV om Europa》. De Arbeiderspers. ISBN 978-9029538718.
- Prud'homme van Reine, Ronald (2015). 《Rechterhand van Nederland: Biografie van Michiel Adriaenszoon de Ruyter》 (네덜란드어). Atlas Contact. ISBN 978-9045023298.
- Rodger, N. A. M. (2004). 《The Command of the Ocean: A Naval History of Britain, 1649–1815》. Penguin. ISBN 9780713994117.
- Romelse, Gijs (2010). 《The role of mercantilism in Anglo-Dutch political relations, 1650–1674》. 《The Economic History Review》 63. 591–611쪽. doi:10.1111/j.1468-0289.2009.00491.x. JSTOR 40929818. S2CID 145077506.
- Rothbard, Murray (2010). “Mercantilism as the Economic Side of Absolutism”. 《mises.org》. 2019년 10월 2일에 확인함.
- Rowen, Herbert H. (1980). 《John de Witt, Grand Pensionary of Holland, 1625–1672》 2016판. Princeton University Press. ISBN 978-0691630366.
- Rowen, Henry Herbert (1978). 《John de Witt, Grand Pensionary of Holland, 1625–1672》 2015판. Princeton University Press. ISBN 978-0691600437.
- Rowen, Herbert H. (1954). 《John De Witt and the Triple Alliance》. 《The Journal of Modern History》 26. 1–14쪽. doi:10.1086/237659. JSTOR 1874869. S2CID 145695238.
- Shomette, Donald G.; Haslach, Robert D. (2002). 《Raid on America: The Dutch Naval Campaign of 1672–1674》. University of South Carolina Press. ISBN 0788422456.
- Theal, G.M. (1888). 《History of South Africa 1486–1691》. London.
- 't Hart, Marjolein (2014). 《The Dutch Wars of Independence: Warfare and Commerce in the Netherlands 1570–1680 (Modern Wars in Perspective)》. Routledge. ISBN 978-0415734226.
- Troost, W. (2001). 《Stadhouder-koning Willem III: Een politieke biografie》 (네덜란드어). Hilversum: Uitgeverij Verloren. ISBN 906550639X.
- Troost, Wouter (2005). 《William III the Stadholder-king: A Political Biography》. Routledge. ISBN 978-0754650713.
- Van Nimwegen, Olaf (2010). 《The Dutch Army and the Military Revolutions, 1588–1688》. Boydell Press. ISBN 978-1843835752.
- Young, William (2004). 《International Politics and Warfare in the Age of Louis XIV and Peter the Great: A Guide to the Historical Literature》. iUniverse. ISBN 978-0595813988.
- Zwitzer, H. L. (1990). 〈British and Netherlands Armies in Relation to the Anglo-Dutch Alliance〉. 《Navies and Armies》. Donald. ISBN 978-0859762922.